# 佐賀県道50号唐津北波多線
佐賀県道50号唐津北波多線（さがけんどう50ごう からつきたはたせん）は、佐賀県唐津市を通る県道（主要地方道）である。

## 概要
唐津市竹木場から唐津市北波多徳須恵に至る。
唐津市内を通る西九州自動車道（国道497号・唐津伊万里道路）に北波多ICで接続するアクセス幹線道路。

### 路線データ
- 起点：佐賀県唐津市竹木場（佐賀県道33号唐津肥前線交点）
- 終点：佐賀県唐津市北波多徳須恵（徳須恵上交差点、国道202号・佐賀県道52号山本波多津線交点）

## 歴史
- 1993年（平成5年）5月11日 - 建設省から、県道徳須恵唐津線が唐津北波多線として主要地方道に指定される[1]。

## 路線状況

### 道路施設

#### 橋梁
- 山彦橋（田中川、唐津市）

## 地理

### 通過する自治体
- 唐津市

### 交差する道路
| 交差する道路                       | 交差する場所 | 交差する場所          |
| ---------------------------------- | ------------ | --------------------- |
| 佐賀県道33号唐津肥前線             | 竹木場       | 起点                  |
| E35 唐津伊万里道路                 | 北波多上平野 | 北波多IC              |
| 国道202号 佐賀県道52号山本波多津線 | 北波多徳須恵 | 徳須恵上交差点 / 終点 |

### 沿線
- 唐津市立竹木場小学校
- 唐津市立高峰中学校
- 唐津市民病院きたはた